# Linus Arnesson (ishockeyspelare)
Linus Arnesson, född 21 september 1994 i Stockholm i Stockholms län, är en svensk professionell ishockeyspelare som spelar för inför säsongen 2023/2024 kommer återvända till Örebro HK i SHL. Han har tidigare spelat för Örebro HK, Providence Bruins, Djurgårdens IF och Färjestad BK.

## Karriär

### Juniortiden
Arnesson började spela ishockey i Hanvikens SK. År 2008, då han var 14 år, värvades han till Djurgårdens IF:s organisation för spel i deras J-16 lag. Redan ett år senare kvalificerade han sig för spel i klubbens J-18 lag, och ytterligare ett år senare debuterade han i J-20 laget. År 2010 var han även med och vann TV-pucken med Stockholm.
Säsongen 2011-12 gjorde han Hockeyallsvenska-debut för Djurgårdens IF. Totalt spelade han tre matcher för A-laget under den säsongen. Säsongen 2012-13 fick han chansen att spela hela 31 A-lagsmatcher. Sommaren 2013 NHL-draftades han i den andra rundan, som den 60:e spelaren totalt, i NHL Entry Draft 2013 av klubben Boston Bruins. Han kom sedan att bli en av Djurgårdens ordinarie backar säsongen 2013-14, då han även var en viktig defensiv pjäs i Djurgårdens framgångsrika kvalspel till SHL.
Han spelade för Juniorkronorna i JVM 2013 och JVM 2014, där han var med och vann två raka JVM-silver.

### Fortsatt karriär
Säsongen 2014/2015 var Djurgårdens IF tillbaka i högsta ligan SHL, varpå Arnesson även gjorde SHL-debut. År 2015 flyttade han till USA för att spela i Boston Bruins farmarlag Providence Bruins. Han spelade totalt 79 AHL-matcher, innan han sommaren 2017 valde att återvända till SHL för spel i Örebro HK. Han skrev på ett tvåårskontrakt över säsongerna 2017-18 och 2018-19 med Örebro och tilldelades även rollen som assisterande lagkapten. Under tiden i Örebro blev han även uttagen för landslagsspel i Tre Kronor.
Inför säsongen 2019-20 valde han att lämna Örebro för spel hos SHL-konkurrenten Färjestad BK. Han skrev ett tvåårskontrakt med Färjestad som blev klart den 24 april 2019.
Återkomsten till Djurgården
Inför säsongen 2021 valde Linus Arnesson att vända hem till Djurgårdens IF efter 6 säsonger i en andra rad klubbar.
Tillbaka i Örebro
Efter säsongen 2023 så kom Linus Arnesson och Örebro HK överens om ett kontrakt som sträcker sig över säsongen 2023/2024.